# Assassinato de Daniel Henrique Mariotti
O policial militar Daniel Henrique Mariotti foi morto em 5 de janeiro de 2019 após seu batalhão tentar reagir ao assalto de uma van na Linha Amarela, Rio de Janeiro. Seu assassinato gerou repercussões políticas e as polícias do Rio lançaram uma operação em diversas favelas, onde foi apreendido mais de uma tonelada de drogas.  Diego Silva de Jesus Carlos e William Sousa Guedes, acusados do assassinato, foram presos em 2019 e em 2024, respectivamente.

## Assassinato
Em 5 de janeiro de 2019, o 22º Batalhão da Polícia Militar estava se deslocando pela Linha Amarela, altura do viaduto da Avenida dos Democráticos, quando se depararam com criminosos armados roubando uma van. Os criminosos atiraram contra os policiais, atingindo Daniel Henrique Mariotti, de 30 anos. A van foi encontrada insinerada em Manguinhos. Poucas horas antes de ser baleado, Mariotti sentiu-se nostálgico por estar ouvindo uma canção religiosa e enviou uma mensagem para o pai agradecendo por sua criação.
Mariotti foi levado ao Hospital Geral de Bonsucesso e passou por cirurgia, mas não resistiu. Ele foi enterrado no dia 6 no Cemitério Jardim da Saudade, Sulacap, na Zona Oeste do Rio. Ele foi o primeiro policial assassinado no Brasil em 2019. O Governo do Rio de Janeiro confirmou que o hospital não tinha nenhum neurocirurgião quando Mariotti foi internado. A informação foi negada pela instituição, porém funcionários entrevistados pela TV Globo confirmaram que não havia neurocirurgiões durante os fins de semana há alguns anos.

### Reações
Em seu enterro, estavam o governador Wilson Witzel, o senador Flávio Bolsonaro, o secretário de Polícia Civil, Marcus Vinícius Braga, e o vice-governador Cláudio Castro. Na ocasião, Witzel prometeu "aniquilar e asfixiar" o crime organizado. O presidente Jair Bolsonaro prestou condolências pela morte pelo Twitter. Camila Mariotti, viuva de Daniel, postou em seu Facebook um relato da saudade que seu filho de 2 anos sentia do pai.

## Operações e prisões
Um dia após sua morte, as polícias do Rio deflagaram operações nas favelas do Arará, Mandela, Manguinhos, Morar Carioca, Bandeira 2 e CCPL, que contaram com apoio de helicóptero e carro blindado. Os policiais foram recebidos com rajadas de tiros. Participaram o Comando de Operações Especiais (COE) da Polícia Militar, que conta com o Batalhão de Operações Policiais Especiais (BOPE), Batalhão de Polícia de Choque (BPChq), Batalhão de Ações com Cães (BAC), Grupamento Aeromóvel (GAM), 3º BPM (Méier), 16º BPM (Olaria), 22º BPM (Maré), a Coordenadoria de Recursos Especiais (CORE) da Polícia Civil e delegacias especializadas. Quatro pessoas foram presas, foram recuperadas uma carga de duas caixas de medicamentos, duas caixas contendo cerca de mil cartões de operadora de telefonia, 18 purificadores de água e 30 caixas contendo frascos de cloreto de sódio e uma moto roubada e foram apreendidos mais de uma tonelada de drogas.
No dia 7, a Polícia Civil identificou os dois homens responsáveis pela morte como William Sousa Guedes e Diego Silva de Jesus Carlos, ambos sendo parte do tráfico de drogas na Favela de Manguinhos. O Portal dos Procurados divulgou um cartaz com recompensa de R$ 5 mil por informações de ambos.
Em 19 de janeiro, a Polícia Militar prendeu um homem em Realengo suspeito de ser o motorista da dupla de assaltantes. Ele foi ouvido e liberado logo em seguida. Em 4 de novembro, uma ação da Coordenadoria de Polícia Pacificadora com o Grupamento de Intervenções Táticas e as Unidades de Polícia Pacificadora locais prendeu Diego Silva junto com outras duas pessoas. Guedes foi preso em 3 de junho de 2024, em operação da Delegacia de Repressão a Entorpecentes (DRE) com apoio da Subsecretaria de Inteligência (Ssinte) e da Coordenadoria de Recursos Especiais (Core).